# Goßmar (Heideblick)

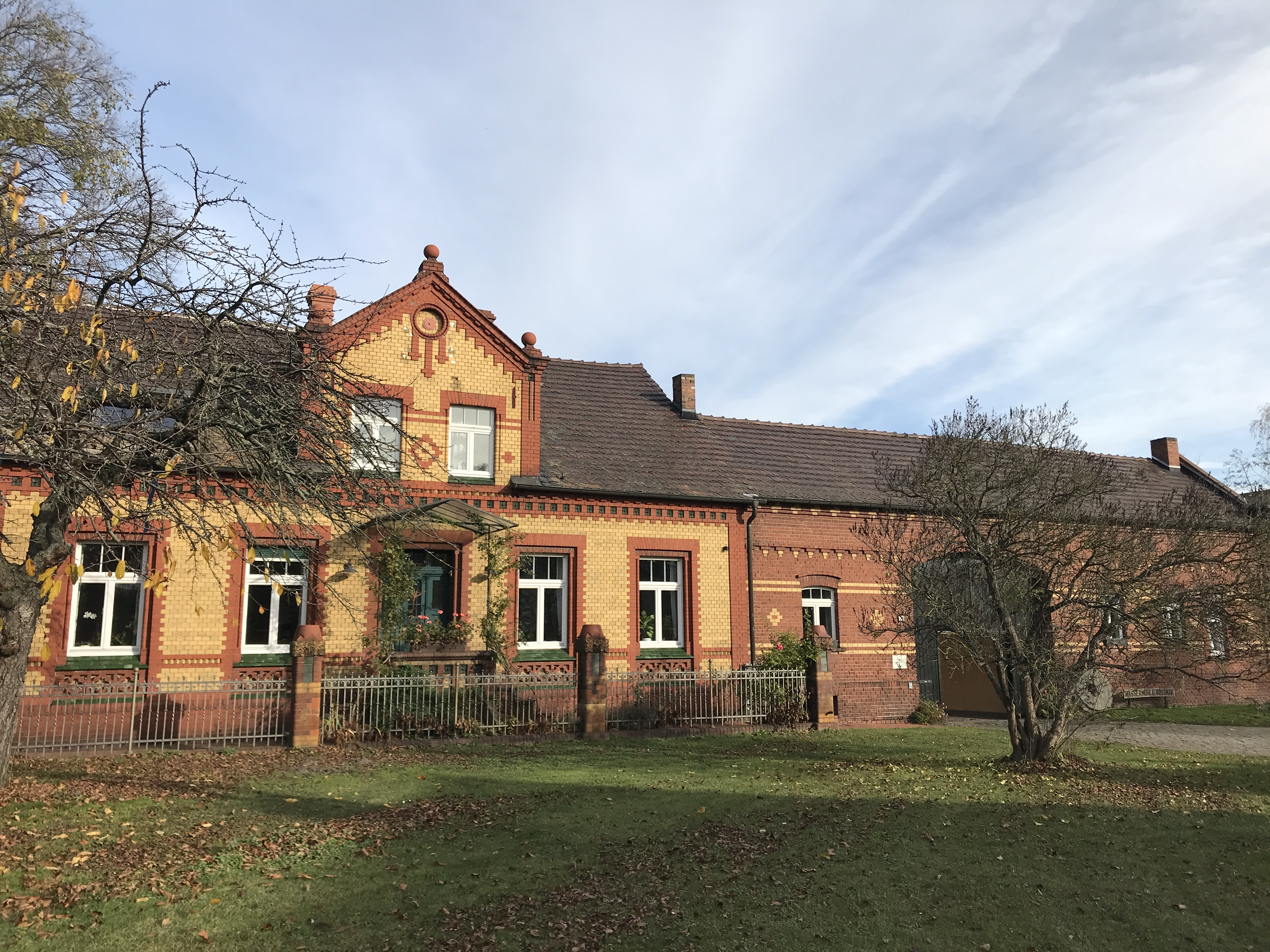
Goßmarer Mühle

Goßmar (niedersorbisch Gósmar) ist ein Ortsteil der Gemeinde Heideblick im brandenburgischen Landkreis Dahme-Spreewald. Das Dorf befindet sich im Naturpark Niederlausitzer Landrücken.

## Geschichte
Goßmar entstand um 1200. Arnošt Muka deutet den Namen als Ableitung des Personennamens Godomar, dem Gottberühmten, den er für einen der ersten deutschen Herren über das Dorf hält. 1368 wurde Goßmar erstmals urkundlich erwähnt. Die alten bäuerlichen Besitzungen an der Dorfstraße gaben dem Dorf die Form eines Rechtecks.
Auf der Dorfaue standen die Kirche, die Schule, das Spritzenhaus und die Gemeindeschmiede. Ein großer Teich lag südlich vom Ort. Die Vorstadt wurde später durch Arbeiterfamilien und Anbauern besiedelt. 1723 hatte Goßmar 44 Feuerstätten und 1880 546 Einwohner. Erst nach 1874 entwickelten sich die Bauern zu stabilen größeren Betrieben.
Bekannt war das Stollenverkosten zwischen Weihnachten und Neujahr. Die Jugend traf sich in der Spinte.

Das Stollereiten um Pfingsten war ein Pferdewettrennen. In Festkleidung, die Mädchen meistens in Weiß, versammelte sich das Dorf zu einem Festzug mit Musik, den Reitern, den Mädchen in geschmückten Wagen und den Schaulustigen. Im Dorfkrug feierten die Vorstädter mit dem Gesinde Stollereiten und Spinteball und im Gasthof Zum grünen Baum feierten die Großbauern.
Goßmar wurde durch einen Landbriefträger versorgt, bis 1935 eine Poststelle eingerichtet wurde.
Im September 1945 fand die Bodenreform statt. 1955 entstand die erste Landwirtschaftliche Produktionsgenossenschaft (LPG). Goßmar wurde 1960 ein vollgenossenschaftliches Dorf. Durch den Zusammenschluss der Genossenschaften Luckau und Freesdorf von 1975 und der Genossenschaften Bornsdorf, Drehna und Weißack von 1976 mit der LPG Goßmar entstand ein sozialistischer Großbetrieb der Tierproduktion. Es bildete sich 1972 eine Kooperative, Abt. Pflanzenproduktion.
1962 wurde das Schwimmbad errichtet und ab 1967 die zentralen Wasserleitungen. 1971 erfolgte die Auflösung der Schule in Goßmar.
1992 wurde das Amt Heideblick eingerichtet. 2001 schlossen sich Beesdau, Berstequell, Falkenberg, Goßmar, Heideblick und Pitschen-Pickel zur neuen Gemeinde Heideblick zusammen. 2003 wurde das Amt Heideblick aufgelöst, die Gemeinde Heideblick wurde amtsfrei.

## Kirche

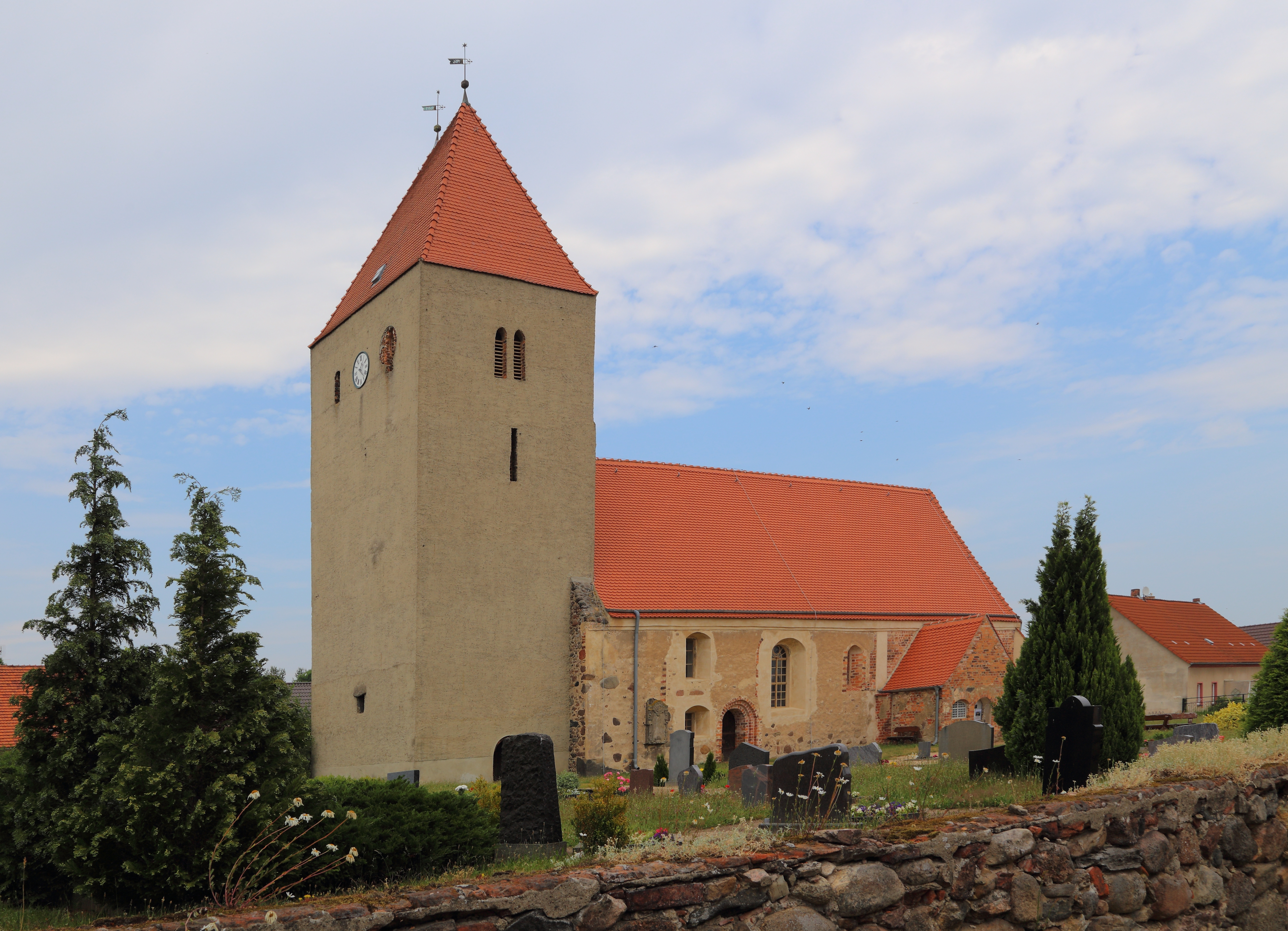
Evangelische Dorfkirche

Die evangelische, spätgotische Dorfkirche Goßmar entstand als Nachfolgerin einer früheren Mutterkirche vermutlich Anfang des 15. Jahrhunderts. Die Saalkirche aus Feldsteinen mit dreiseitigem Ostschluss und leicht eingezogenem querrechteckigem Westturm befindet sich am Westende des Dorfes. Sie wurde um 1500 in Backstein erweitert und verputzt. Die Südvorhalle mit dem Schweifgiebel in Spätrenaissanceform entstand im 17. Jahrhundert.
Die Orgel stammt vom Ende des 18. Jahrhunderts und ist vermutlich in der Schröter’schen Werkstatt in Sonnewalde entstanden. Die drei ursprünglichen Glocken des Gotteshauses sind 1861 von Hadank & Sohn in Hoyerswerda gegossen worden. Sie wurden im Zweiten Weltkrieg eingeschmolzen und 1956 durch Neuanfertigungen ersetzt.
Die zeitliche Einordnung der Wandmalerei im Innenbereich der Kirche an der Südwand, die zwei weibliche Heiligenfiguren zeigt, ist noch nicht genau bestimmt. Sie ist jedoch vermutlich im 15. Jahrhundert entstanden.

## Sehenswürdigkeiten
In der Liste der Baudenkmale in Heideblick sind für Goßmar zwei Baudenkmale aufgeführt:
- die Dorfkirche
- die Durchfahrtsscheune (Goßmar 9)